# Mary Impey

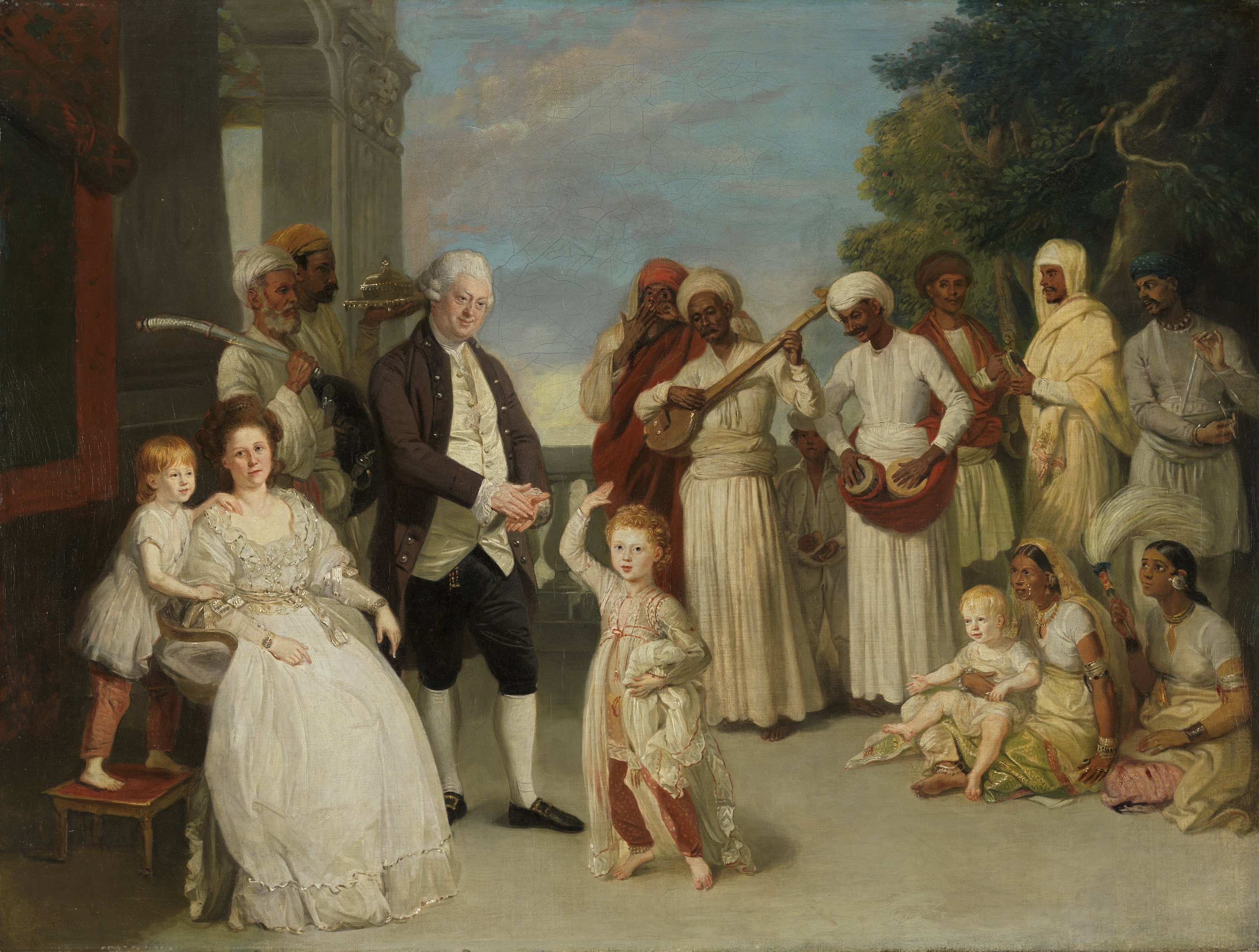
La familia Impey en Calcuta, India, en 1783, por Johann Zoffany

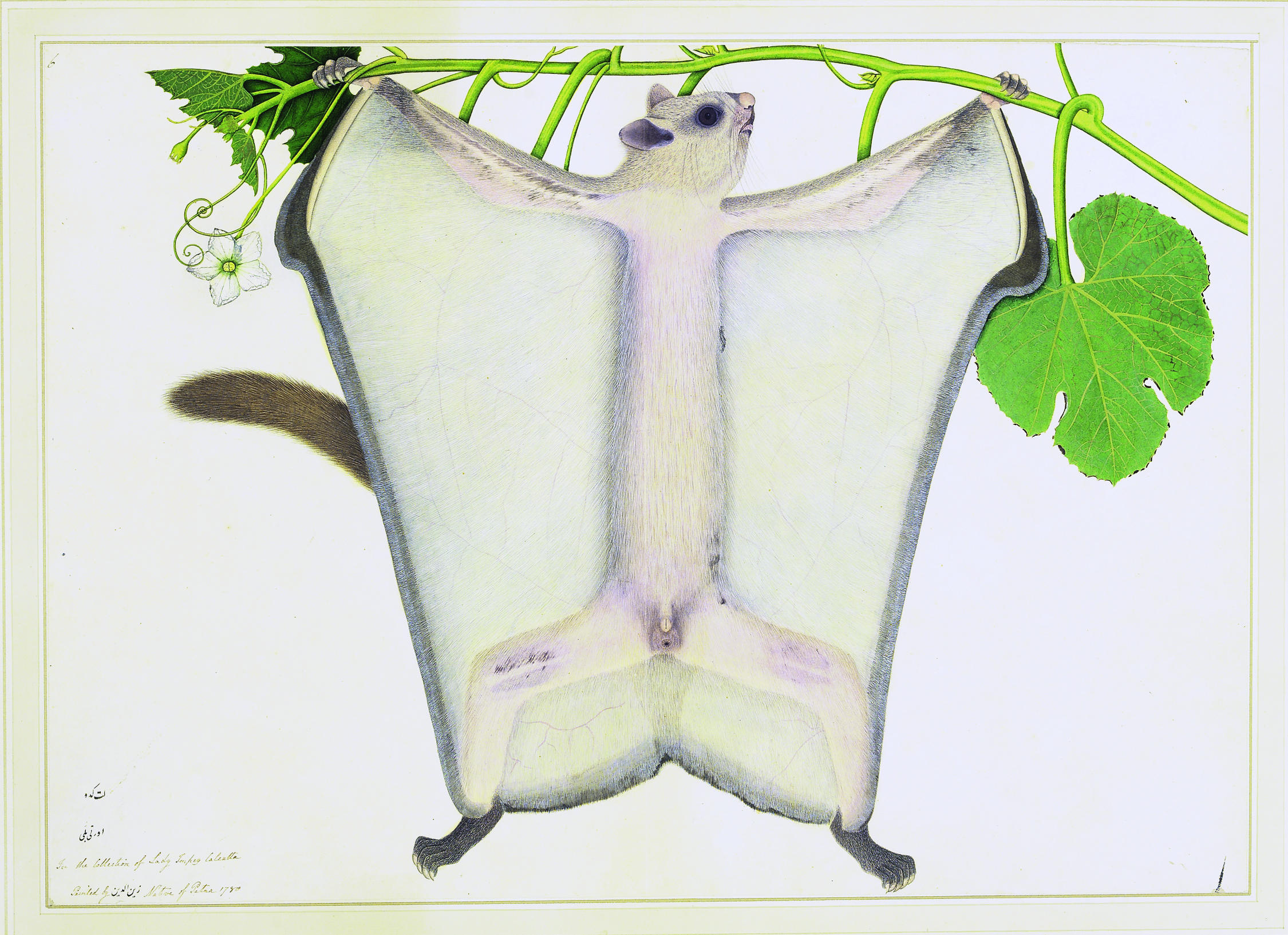
A Dwarf Flying Squirrel hanging from a Kuru Creeper, del Álbum Impey, Shaikh Zayn al-Din, c. 1780

Mary Impey (2 de marzo de 1749 - 20 de febrero de 1818) fue una historiadora natural inglesa y patrona de las artes en Bengala. Fundó una casa para animales en Calcuta y apoyó a artistas indios para que los dibujasen.

## Biografía
Nacida como Mary Reade en Oxfordshire, fue la hija mayor de John y Harriet Reade. En 1768 contrajo matrimonio con Elijah Impey en la iglesia parroquial de Hammersmith, con quien tuvo cuatro hijos en esos primeros años. En 1773 Elijah Impey fue nombrado jefe de justicia de Fort William en Bengala y la pareja se mudó a la India, dejando a sus hijos con el hermano de su padre en Hammersmith. En 1775, tras asentarse en Fort William, Impey comenzó una colección de animales y pájaros nativos en los jardines de su propiedad, la cual anteriormente había pertenecido a Henry Vansittart, gobernador de Bengala entre 1760 y 1764.

## Pinturas
A principios de 1777, Impey contrató artistas locales para pintar pájaros, animales y plantas nativas, a tamaño natural en los casos que fuera posible, y en entornos naturales. La colección, conocida a menudo como el Álbum Impey, es un importante ejemplo de pintura del estilo de la Compañía. También tomó extensas notas sobre su hábitat y comportamiento, que fueron de gran utilidad para biólogos posteriores como John Latham en su trabajo sobre pájaros indios. Los tres artistas conocidos fueron Sheikh Zain al-Din, Bhavani Das y Ram Das. Más de la mitad de las 300 pinturas fueron sobre pájaros. La colección se dispersó tras una subasta en 1810, y varias piezas están en distintos museos, incluyendo el Museo Metropolitano de Arte en Nueva York, el Museo de Victoria y Alberto en Londres, y la Radcliffe Science Library de la Universidad de Oxford. Los cuadros de esta última están ahora en el Museo Ashmolean en Oxford. Entre octubre de 2012 y abril de 2013 las pinturas estuvieron exhibidas en el Ashmolean como parte de la exposición "Lady Impey's Indian Bird Paintings".

## Familiar
Entre 1775 y 1783, Impey tuvo cuatro hijos más, tres de los cuales sobrevivieron para poder regresar con ellos a Inglaterra cuando Elijah fue recusado. De vuelta en Inglaterra, tuvo otro hijo más. Su marido falleció en 1809 y ella en 1818 en Newick Park, cerca de Lewes, y ambos fueron enterrados en la iglesia parroquial de Hammersmith.
El monal colirrojo (Lophophorus impejanus) fue nombrado en su honor. Un retrato suyo hecho por Thomas Gainsborough fue vendido por 2800 guineas en una subasta en Christie's en 1904. El retrato está ahora en la Universidad de Furman.

## Abreviatura (zoología)
La abreviatura Impey  se emplea para indicar a Mary Impey como autoridad en la descripción y taxonomía en zoología.